# Barrage de Pierre-Bénite
Le barrage de Pierre-Bénite est un barrage de France situé sur le Rhône, à Pierre-Bénite, construit à 6 Km au Sud de Lyon.

## Utilité de la construction
- Rendre accessible depuis le Sud du fleuve, le port Edouart Herriot ;
- créer une retenue de niveau constant pour les besoins de navigation sur La Saône, ce en quoi il remplace l'ancien barrage-écluse de la Mulatière, démantelé en conséquence ;
- Sécuriser la liaison navigable du confluent Rhône - Saône en établissant une retenue unique commune à la confluence.

## Fait Divers
Un plongeur scaphandrier d'une société spécialisée qui effectuait des travaux de maintenance le 19 Avril 2022, descendu sous 10 m d'eau dans un siphon, fut confronté à un phénomène d'aspiration, qui lui bloqua une jambe pendant près de 3 heures,  avant qu'une intervention des sapeurs-pompiers, du SAMU, de plongeurs professionnels et du personnel de la Compagnie nationale du Rhône, lui permette de remonter à la surface.